# Xã Middleport, Quận Iroquois, Illinois
Xã Middleport (tiếng Anh: Middleport Township) là một xã thuộc quận Iroquois, tiểu bang Illinois, Hoa Kỳ. Năm 2010, dân số của xã này là 4.375 người.